# Brug 1817
Brug 1817 was een vaste brug in Amsterdam Nieuw-West. De brug maakte deel uit van het Hoofdnet Fiets in Amsterdam. 
Het Hoofdnet Fiets liep hier jaren stadinwaarts over het fietspad ten zuiden van de Schipluidenlaan. Een (rustig) deel daarvan lag aan de andere zijde van een gracht/sloot net ten noorden van de Berghausgebouwen van het World Fashion Centre toen nog het Confectiecentrum geheten. Dat fietspad sloot aan op het fietspad tussen het Andreas Ziekenhuis en de Westlandgracht. Aan het eind van de jaren tachtig breidde het confectiecentrum uit, onder meer met een nieuw gebouw dat aan het fietspad zou gaan grenzen. Tijdens de bouw daarvan moest het fietsverkeer vanwege de bouw hier omgeleid worden. Het werd verlegd naar het fietspad direct ten zuiden van de Schipluidenlaan. Om de watergang tussen de vijvers in het Rembrandtpark en de Slotervaart over te kunnen steken werd een voet/fietsbrug gebouwd. De pijlers van de brug waren van beton, het loop-/rijdek werd van hout. De brug kreeg voorts balustraden van houten balken. Die brug lag er sindsdien ongewijzigd bij tot de tien van de 21e eeuw. In verband met de aanleg van de wijk Andreas Ensemble werden ter plaatse ook nieuwe fietspaden noodzakelijk. In 2017 en 2018 werd er in dat kader een tweetal nieuwe bruggen aangelegd over datzelfde water, maar die een betere verbinding vormen vanuit het voet/fietspad langs de Westlandgracht en de Saskia van Uijlenburgkade, de kade langs de waterstroom, tevens zuidgrens van de wijk. Tijdens de bouw van de twee nieuwe bruggen werd een deel van brug 1817 door een stalen damwand beschermd tegen verzakking, dan wel waren de damwanden noodzakelijk bij de afbraak van brug 1817. Op 26 april 2018 werd de brug afgesloten, waarop ze in mei 2018 werd gesloopt; de paden ernaar toe werden tegelijkertijd verwijderd. 

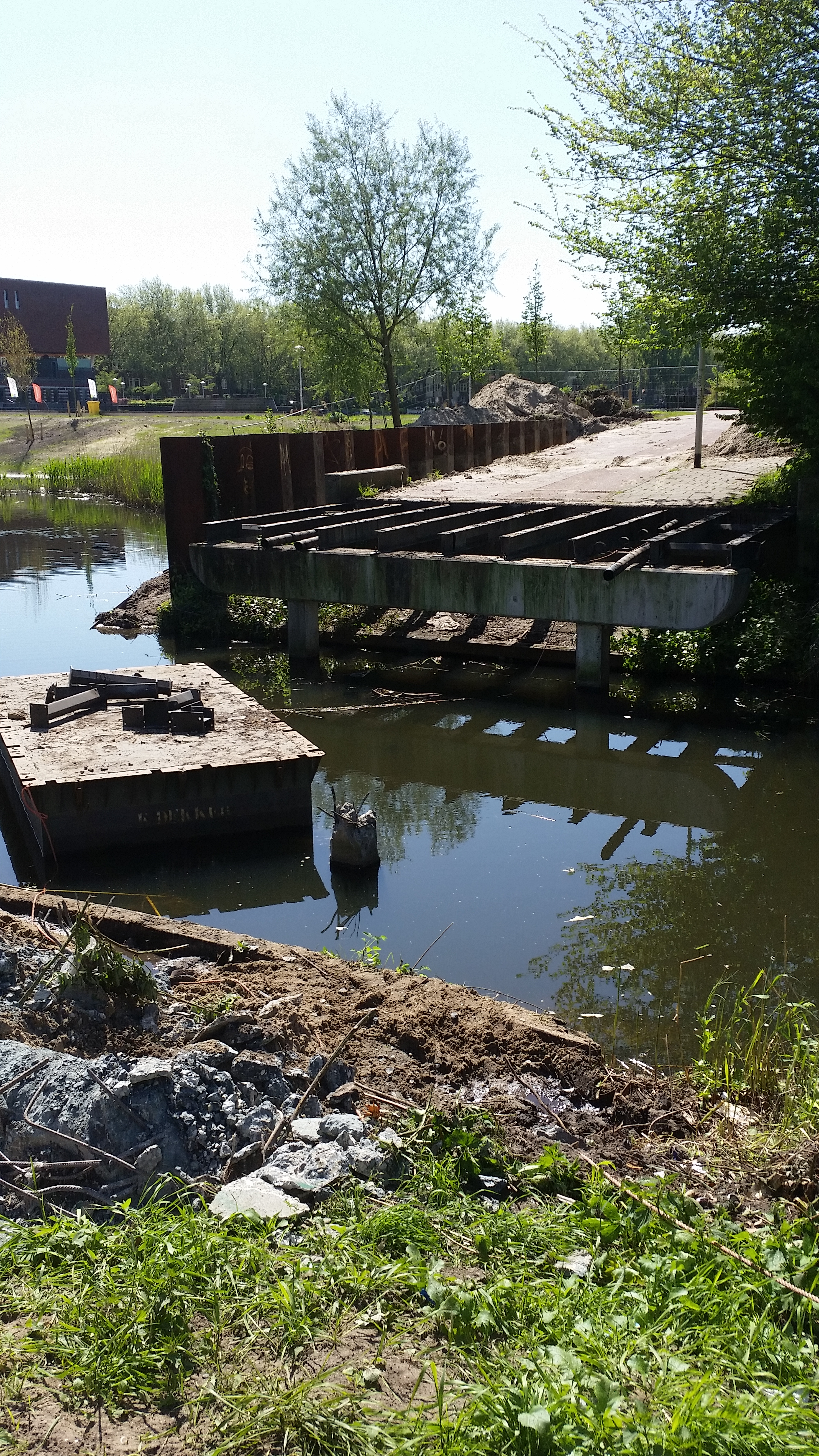
Restanten van de brug (mei 2018)